# Paleontología en 1830
La paleontología es el estudio de las formas de vida prehistóricas en el planeta Tierra mediante el análisis de fósiles de plantas y animales. Esto incluye el estudio de fósiles corporales, huellas (icnitas), madrigueras, restos de restos, heces fosilizadas (coprolitos), palinomorfos y residuos químicos. Dado que los seres humanos han encontrado fósiles durante milenios, la paleontología tiene una larga historia, tanto antes como después de su formalización como ciencia. Este artículo registra descubrimientos y eventos significativos relacionados con la paleontología ocurridos o que hayan sido publicados en el año 1830.

## Archosauromorfos

### Dinosaurios

#### Nuevos taxones
| Taxón            | Novedad   | Estado | Autor(es) | Edad                             | Unidad        | Ubicación | Notas | Imágenes |
| ---------------- | --------- | ------ | --------- | -------------------------------- | ------------- | --------- | --- | -------- |
| Streptospondylus | Gen. nov. | Válido | von Meyer | Oxfordiano, 161 millones de años | Vaches Noires | Francia   | Los restos de Streptospondylus fueron los primeros restos de dinosaurio descritos (por Cuvier en 1808 ), sin embargo, se pensó que su identificación era teleosáurido o metriorrínquido '. |          |

### Crocodilomorfos

#### Nuevos taxones
| Taxón          | Novedad   | Estado | Autor(es) | Edad          | Unidad                | Ubicación | Notas | Imágenes |
| -------------- | --------- | ------ | --------- | ------------- | --------------------- | --------- | --- | -------- |
| Aeolodón       | Gen. nov. | Válido | von Meyer | Kimmeridgiano | Formación Solnhofen   | Alemania  | Un teleosáurido, llamado así por Crocodilus priscus . |          |
| Macrospondylus | Gen. nov. | Válido | von Meyer | Toarciano     | Esquisto de posidonia | Alemania  | Un machimosáurido |          |
| Metriorrinco   | Gen. nov. | Válido | von Meyer | Kimmeridgiano | La Voulte-sur-Rhône   | Francia   | Se han referido muchas especies a Metriorhynchus desde 1830, pero estudios recientes muestran que solo tres especies son válidas y referenciables al género: el tipo M. geoffroyii, M. superciliosus y M. hastifer '. |          |

### Pterosaurios
- Georg Wagler argumentó que los pterosaurios representaban una clase distinta de vertebrados acuáticos que llamó Gryphi. Al igual que Collini, Wagler pensaba que los pterosaurios nadaban bajo el agua utilizando sus extremidades anteriores como aletas.[4]

#### Nuevos taxones
| Taxón                      | Novedad   | Estado | Autor(es) | Edad      | Unidad                | Ubicación | Notas                                            | Imágenes |
| -------------------------- | --------- | ------ | --------- | --------- | --------------------- | --------- | ------------------------------------------------ | -------- |
| Ornithocephalus banthensis | Esp. nov. | Válido | Teodoro   | Toarciano | Esquisto de posidonia | Alemania  | Posteriormente renombrado Dorygnathus banthensis |          |

### Otros arcosauromorfos

#### Nuevos taxones
| Taxón                 | Novedad         | Estado | Autor(es) | Edad                                   | Unidad              | Ubicación | Notas | Imágenes |
| --------------------- | --------------- | ------ | --------- | -------------------------------------- | ------------------- | --------- | --- | -------- |
| Protorosaurus speneri | Gen. y sp. nov. | Válido | von Meyer | Guadalupiano, 260–251 millones de años | Formación Pirambola | Alemania  | Uno de los arcosauromorfos más primitivos. Anteriormente se consideraba que estaban relacionados con Prolacerta dentro de Prolacertiformes, pero ahora un nuevo género muestra que, de hecho, no estaban estrechamente relacionados'. |          |

## Peces

### Nuevos taxones
| Taxon        | Novelty   | Status      | Author(s) | Age               | Unit                                   | Location | Notes | Images |
| ------------ | --------- | ----------- | --------- | ----------------- | -------------------------------------- | -------- | --- | ------ |
| Lepidosaurus | Gen. nov. | Jr. synonym | von Meyer | Toarcian, 150 mya | Whitby, Holzmaden, Dobbertin, La Caine | ,        | This genus is now considered a junior synonym of Lepidotes. Although previously known from species ranging between 205 and 100 mya, a 2012 study found only species from the Late Jurassic to be in the genus, and reassigned the rest. |        |